# Laila Halme
Laila Sinikka Halme  (Jääski, 4 de março de 1934 – Tampere, 28 de novembro de 2021) foi uma cantora, compositora e atriz finlandesa.
Ela representou a Finlândia no Festival Eurovisão da Canção 1963 que teve lugar em Londres a 23 de março de 1963.  Nesse festival interpretou a canção  "Muistojeni laulu" ("A canção das minhas memórias"). Ela terminou a competição em 13.º e último lugar (empatada com outras três canções (Países Baixos, Noruega e Suécia) todas com 0 pontos.
O músico Jussi Halme é seu filho.